# Kupîșce, Korosten
Kupîșce (în ucraineană Купище) este localitatea de reședință a comunei Kupîșce din raionul Korosten, regiunea Jîtomîr, Ucraina.

## Demografie
Componența lingvistică a localității Kupîșce
     Ucraineană (98,6%)
     Rusă (1,12%)
     Alte limbi (0,28%)
Conform recensământului din 2001, majoritatea populației localității Kupîșce era vorbitoare de ucraineană (98,6%), existând în minoritate și vorbitori de rusă (1,12%).